# Bundesamt für Eich- und Vermessungswesen
Bundesamt für Eich- und Vermessungswesen es un organismo oficial austriaco responsable de cuestiones de metrología y topografía.

## Historia
El organismo fue fundado en 1923. Depende del Bundesministerium für Wirtschaft und Arbeit (Ministerio Federal de Economía y Trabajo).